# Etienne Barbara
Etienne Barbara (* 10. Juni 1982 in Pietà) ist ein maltesischer Fußballspieler.

## Karriere

### Malta
Etienne begann seine Karriere beim Jugendverein Qormi FC, bevor er im Juli 1999 zum Maltese Premier League Klub Floriana FC wechselte. Zu dieser Zeit spielte er meist auf defensivere Positionen und erzielte somit lediglich acht Tore in 74 Spielen. Aufgrund seiner guten Leistungen mit Floriana wurde 2002 in die Nationalmannschaft Maltas berufen.
Am 25. Januar 2003 wechselte er zum Ligakonkurrenten FC Marsaxlokk, wo er auf Anhieb Stammspieler wurde und dort auch sehr treffsicher war. Er erzielte 21 Tore in 43 Spielen.
Nur zwei Jahre später am gleichen Datum wechselte er den Verein und ging zum FC Birkirkara und später im Juli 2007 zum maltesischen Rekordmeister Sliema Wanderers.

### Deutschland
Zur Saison 2008/09 wechselte er nach Deutschland zum Regionalligisten SC Verl, wo er einen Zwei-Jahres-Vertrag unterzeichnete. Sein Debüt in der Regionalliga machte er am 16. August 2008 gegen die Amateure von Bayer 04 Leverkusen. Insgesamt kam er auf 18 Einsätze in der Spielzeit.
Nach nur einer Spielzeit ging er zurück nach Malta und schloss sich Hibernians Paola an, dem aktuellen Meister von Malta.

### Nordamerika
Am 25. Februar 2010 wechselte er zu den Carolina RailHawks in die damalige USSF D2 Pro League. Er erzielte zwei Tore in seinem ersten Spiel für die Hawks gegen den AC St. Louis. In seiner Zeit dort erzielte er 28 Tore in 54 Spielen. In der Saison 2011 erhielt er mehrere Auszeichnungen, so wurde er Torschützenkönig in der NASL und zum besten Spieler der Liga gewählt.
Am 25. Januar 2012 erwarben die Vancouver Whitecaps die MLS-Rechte an Barbara von Montreal Impact. Aufgrund von Verletzungen konnte er nur zwei Spielen in der Major League Soccer und ein Spiel für die U-23 in der USL Premier Development League bestreiten. Er wurde von den Whitecaps Ende November freigestellt.
Am 23. Januar 2013 wechselte er zu Minnesota United. Nach einem halben Jahr wurde er gegen Mike Ambersley von den Tampa Bay Rowdies eingetauscht. Bei den Rowdies spielte er den Rest der Saison 2013 und ist seitdem vereinslos.

## Nationalmannschaft
Seit seinem Debüt 2004 gegen Israel bestritt er bisher 30 Länderspiele, wobei er auch bisher dreimal getroffen hat. Er zählt zu den Stammspielern in der Nationalmannschaft trotz der geringen Anzahl an Länderspielen.

## Erfolge
Spielerauszeichnungen
- NASL Golden Boot: 2011
- NASL MVP: 2011
- NASL Beste XI: 2011